# Jan Mierzeński
Jan Mierzeński herbu Leliwa (zm. 1 lipca 1665 roku) – marszałek wiłkomierski w latach 1653–1665, podstoli wołkowyski w 1648 roku, starosta wasilkowski w 1650 roku, marszałek sejmiku powiatu wiłkomierskiego w 1664 roku.
Sługa i zaufany agent Radziwiłłów birżańskich, dyplomata; działacz ariański, od 1661 roku kalwinista.
Żonaty z Zofią Wyssogota-Zakrzewską.
Poseł na sejm koronacyjny 1649 roku. Na sejmie 1650 roku wyznaczony z Koła Poselskiego komisarzem do zapłaty wojsku Wielkiego Księstwa Litewskiego. Na sejmie 1653 roku wyznaczony z Koła Poselskiego komisarzem do zapłaty wojsku Wielkiego Księstwa Litewskiego. Na sejmie nadzwyczajnym 1654 roku wyznaczony z Koła Poselskiego komisarzem do zapłaty wojsku Wielkiego Księstwa Litewskiego. Na sejmie 1655 roku wyznaczony z Koła Poselskiego komisarzem do zapłaty wojsku Wielkiego Księstwa Litewskiego.  Poseł na sejm 1662 roku z powiatu wilkomierskiego. 